# Laura Mersini-Houghton
Laura Mersini-Houghton (rozená Mersini) je albánsko-americká kosmoložka a teoretická fyzička a profesorka na University of North Carolina v Chapel Hill.
Je zastánkyní hypotézy multivesmíru a autorkou teorie původu vesmíru, která říká, že náš vesmír je jedním z mnoha vybraných kvantovou gravitační dynamikou hmoty a energie. Tvrdí, že anomálie v současné struktuře vesmíru lze nejlépe vysvětlit jako gravitační působení jiných vesmírů. Napsala dvě zásadní publikace:
- The Arrows of Time: A Debate in Cosmology. Fundamental Theories of Physics, 2012 (česky Šípy času: Debata v kosmologii. Základní teorie fyziky)
- Before the Big Bang: The Origin of Our Universe from the Multiverse, 2022 (česky Před Velkým třeskem: Původ našeho vesmíru z Multivesmíru)

## Mládí a vzdělání
- Laura se narodila v Tiraně v Albánii jako dcera matematika a významného ekonoma Nexhata Mersiniho. Vyrůstala v totalitním komunistickém režimu, který až do svého pádu v roce 1991 odřízl zemi od zbytku světa. Pod vlivem svého otce se u ní vyvinul velký zájem o matematiku a fyziku.
- Bakalářský titul získala na univerzitě v Tiraně v Albánii.
- V roce 1994 byla osm měsíců Fulbrightovou stipendistkou na University of Maryland v College Parku.
- V roce 1997 získala titul M.Sc. na University of Maryland v College Parku.
- V roce 2000 dokončila doktorát na University of Wisconsin-Milwaukee.
- Od roku 2000 do roku 2002 byla postdoktorandkou na italské Scuola Normale Superiore di Pisa.
- Od roku 2002 do roku 2003 získala postdoktorské stipendium na Syracuse University.

## Kariéra

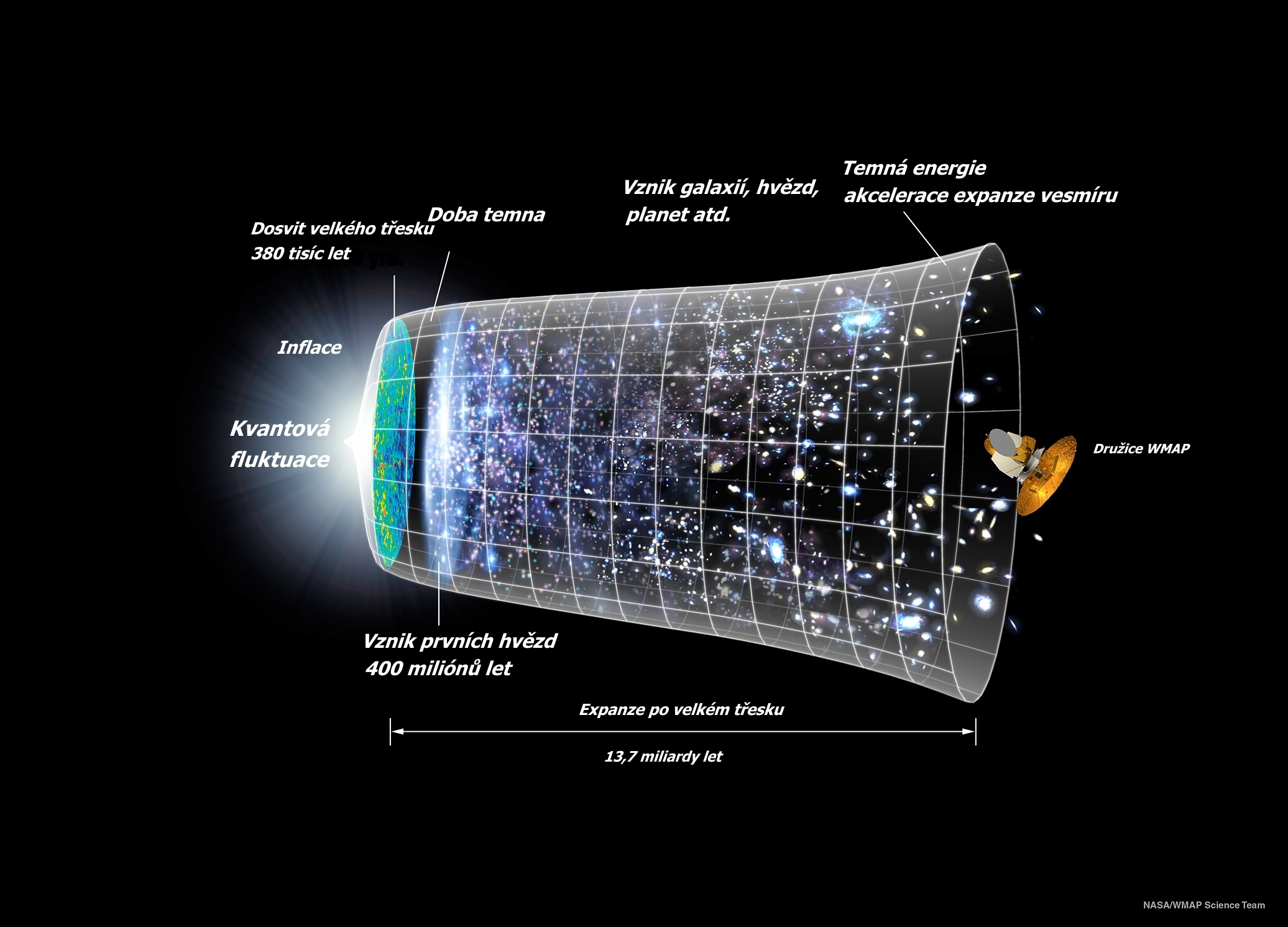
Vývoj vesmíru podle současných teorií

- Vývoj vesmíru podle současných teoriíV lednu 2004 přijala místo odborné asistentky teoretické fyziky a kosmologie na University of North Carolina v Chapel Hill. Mimo jiné zde vedla postgraduální a vysokoškolské kurzy kvantové mechaniky. V létě prováděla výzkum na Univerzity of Cambridge v Anglii.
- V letech 2004 až 2006 představila teorii, že vesmír vznikl z multivesmíru a učinila řadu testovatelných předpovědí, které zahrnovaly existenci obří prázdnoty (Giant Void), což je extrémně velká oblast vesmíru s podhustotou galaxií.

Vesmír 1 až Vesmír 6 představují rozdílné bubliny multivesmíru, jejichž fyzikální konstanty se liší od našich. Náš vesmír je jen jednou z bublin.

- Vesmír 1 až Vesmír 6 představují rozdílné bubliny multivesmíru, jejichž fyzikální konstanty se liší od našich. Náš vesmír je jen jednou z bublin.V roce 2009 se stala docentkou a později řádnou profesorkou na University of North Carolina.
- V roce 2010 vystoupila v pořadu BBC nazvaném What Happened Before the Big Bang (spolu s Michio Kaku, Neilem Turokem, Andrejem Lindem, Rogerem Penrosem, Lee Smolinem a dalšími fyziky), kde předložila svou teorii vesmíru jako vlnové funkce multivesmíru.
- Její předpovědi byly nedávno úspěšně testovány experimentem s družicí Planck.
- V září 2014 matematicky prokázala, že vzhledem k určitým předpokladům o firewallech černých děr jsou současné teorie vzniku černých děr chybné. Podle ní Hawkingovo záření způsobuje, že hvězda ztrácí hmotu takovou rychlostí, že již nemá dostatečnou hustotu k vytvoření černé díry.
- V roce 2015 se Stephenem Hawkingem uspořádali ve Stockholmu historickou konferenci, na které se diskutovalo o zásadních tématech kosmologie.

## Citáty
Laura je velkou propagátorkou kosmologie a mnoho jejich citátů je dále uváděno v mediích nebo na sociálních sítích. Patří mezi ně tyto citáty:
Začátek tohoto století byl vhodnou dobou pro vstup na pole kosmologie. Protože znalosti tolik pokročily a poprvé jsme si mohli položit velké otázky o vesmíru. Například v roce 1998 skupina astronomů objevila, že ve vesmíru existuje temná energie a je to dokonce jeho dominantní složka. A to je přesně stejný typ energie, jaký existoval v době velkého třesku. Další důležité poznatky vzešly z teorie strun, která byla navržena tak, aby naplnila celoživotní einsteinovský sen o jediném vesmíru vysvětleném teorií všeho.

Multivesmír je ohromující koncept, často přemýšlím o jiných vesmírech tam venku. Svým způsobem je to nejpřirozenější rozšíření Koperníkova principu, protože kdysi jsme si mysleli, že středem vesmíru je Země, pak sluneční soustava a naše galaxie, a nyní zjišťujeme, že i náš vesmír je jen jedno malé zrnko prachu v mnohem složitějším a krásnějším vesmíru. To mi dává mnohem větší smysl.

Vesmír ve svých nejranějších okamžicích může být chápán jako kvantová vlnová funkce, která dala vzniknout mnoha různorodým vesmírům i tomu našemu. Jiné vesmíry pak zanechaly otisk v našem vesmíru. Tyto myšlenky byly potvrzeny pozorováním záření, které zbylo po velkém třesku, známém jako kosmické mikrovlnné pozadí.